# Cardamine nuttallii
Cardamine nuttallii är en korsblommig växtart som beskrevs av Edward Lee Greene. Cardamine nuttallii ingår i släktet bräsmor, och familjen korsblommiga växter. Inga underarter finns listade i Catalogue of Life.

## Bildgalleri

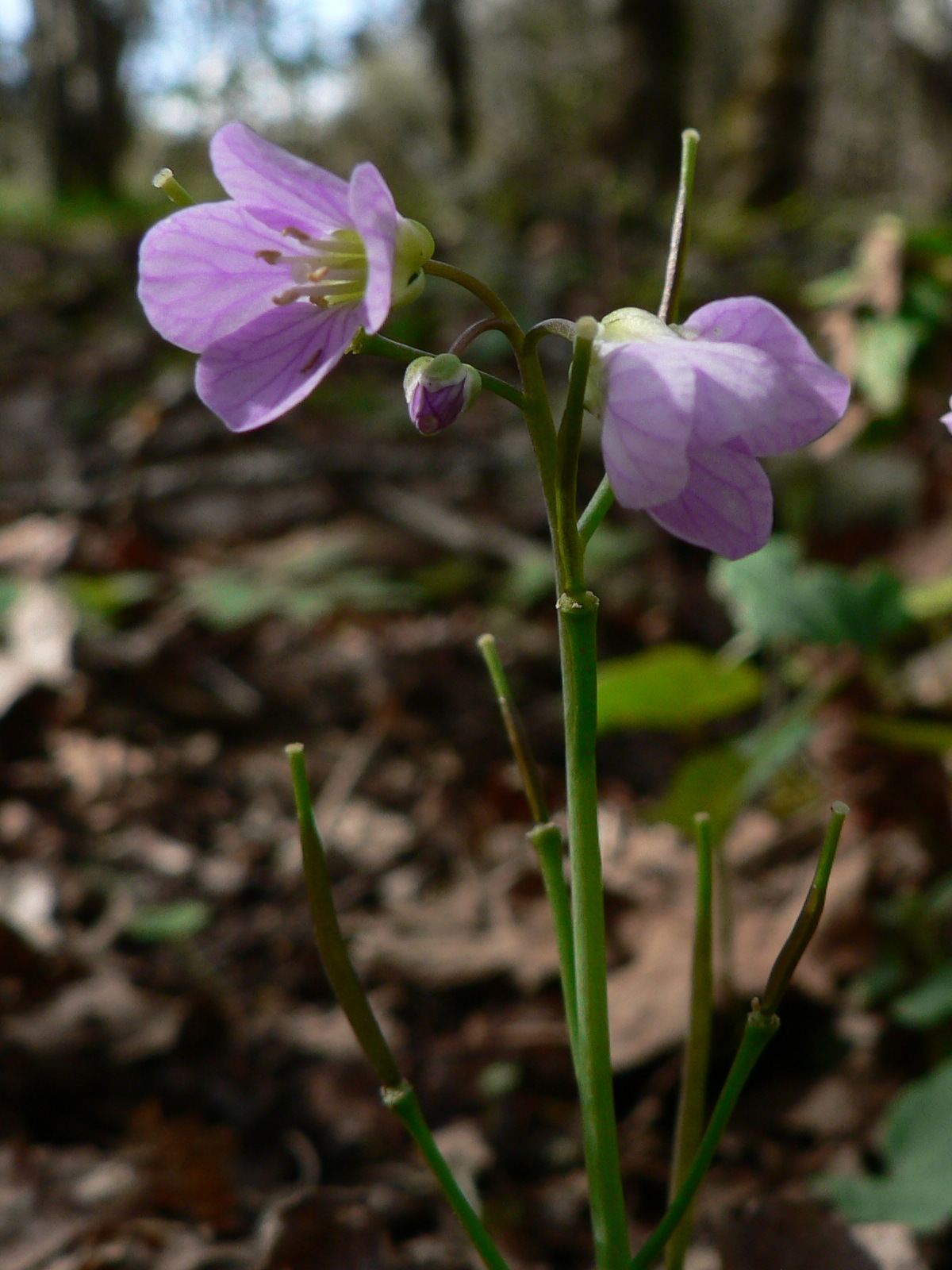
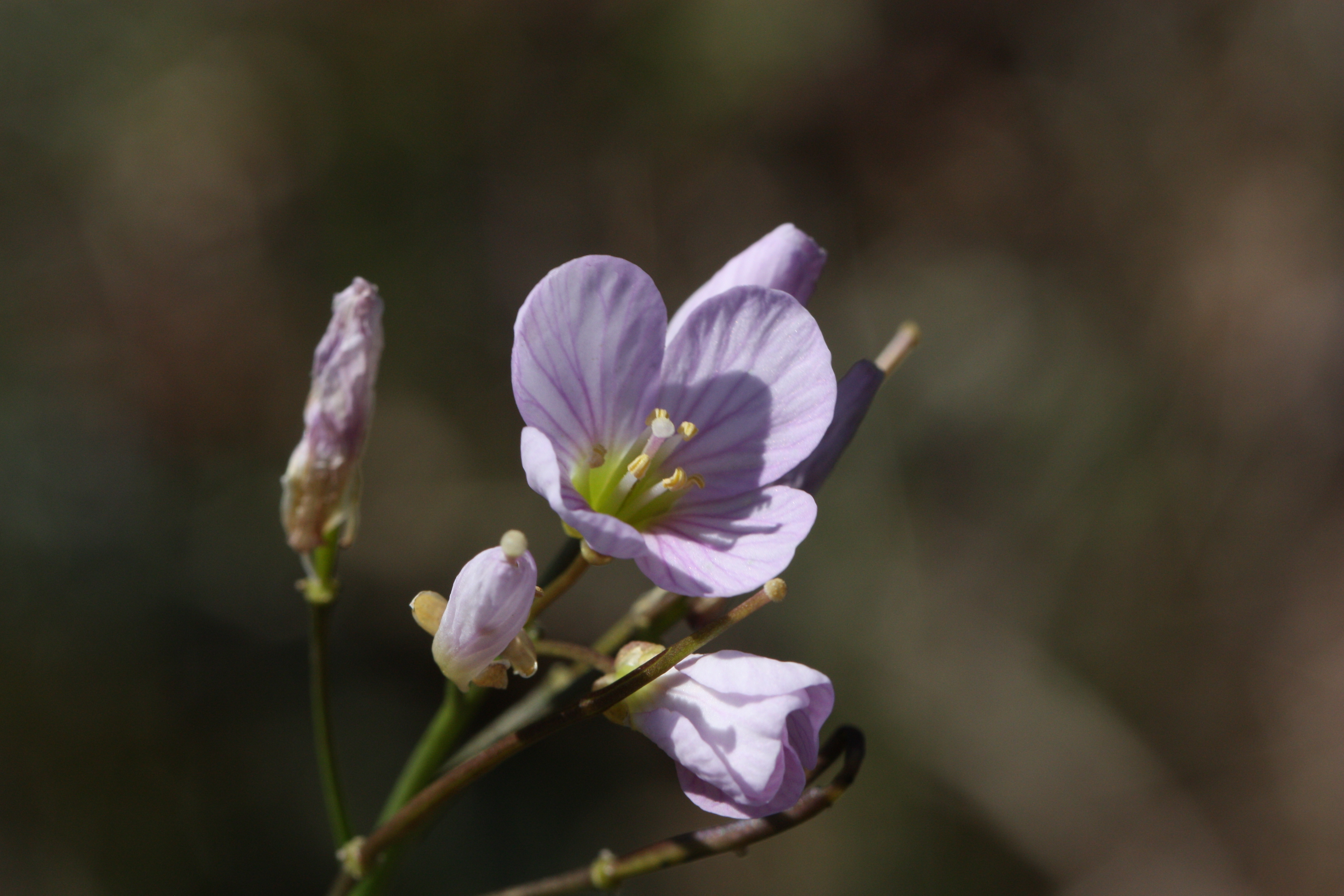
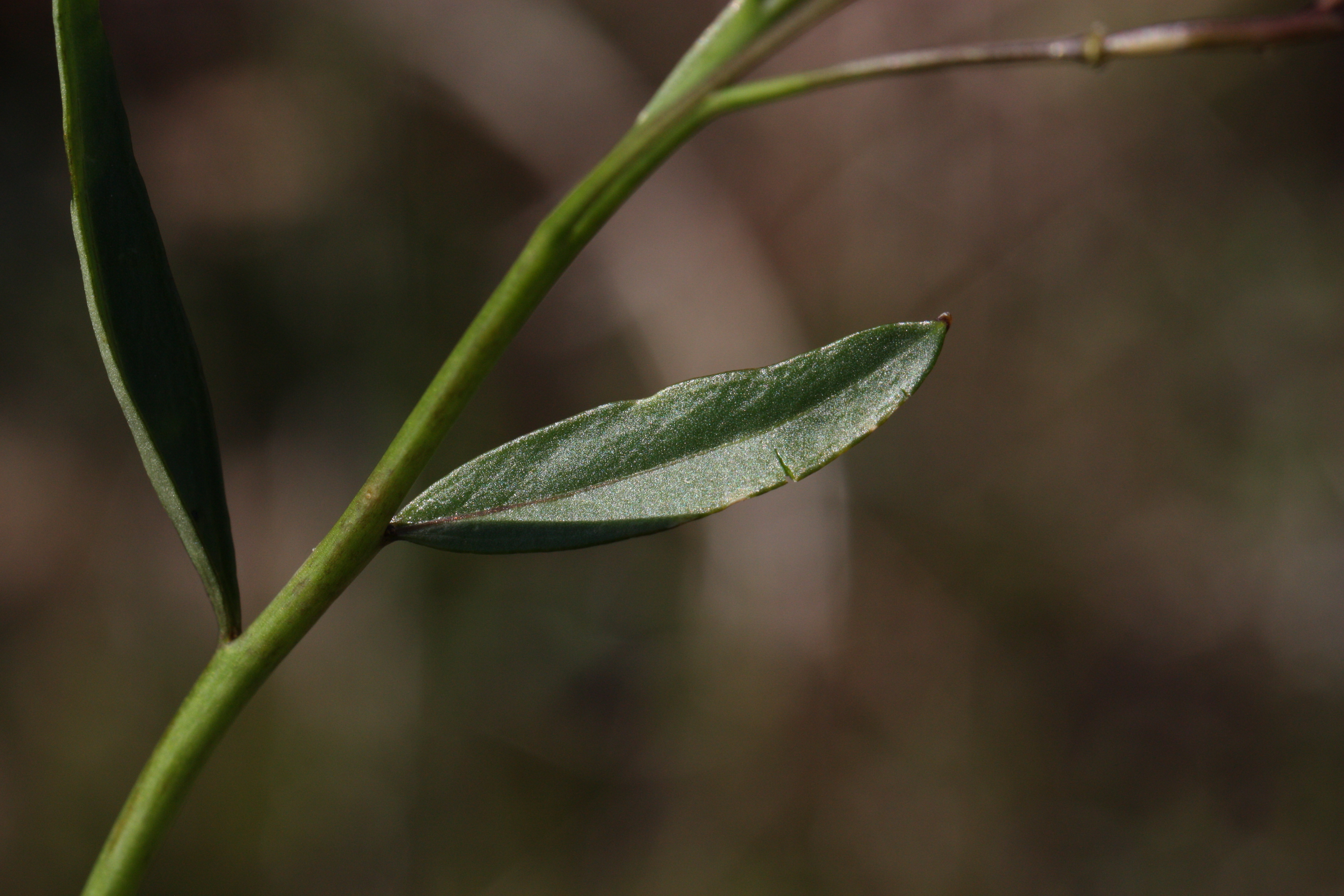
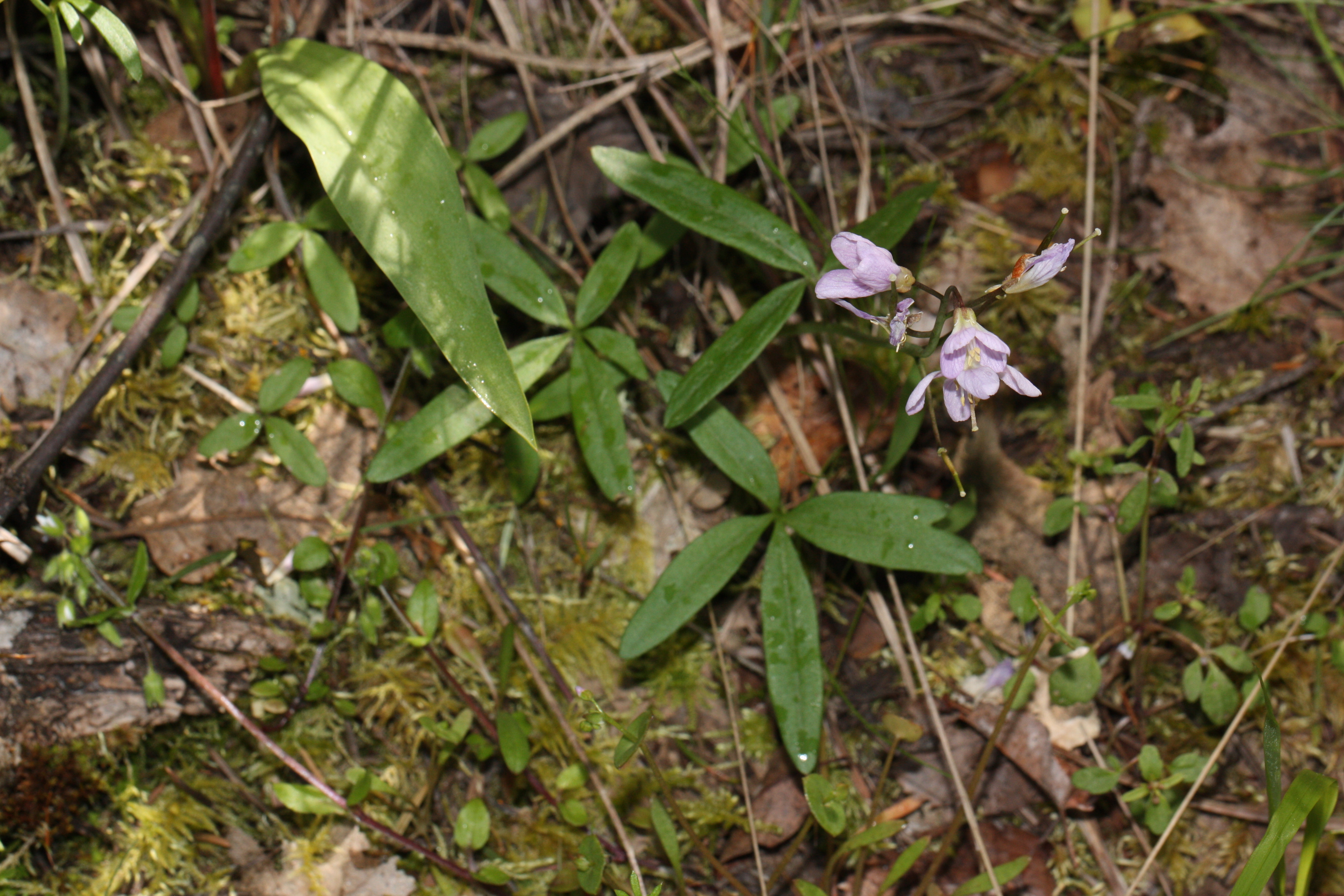
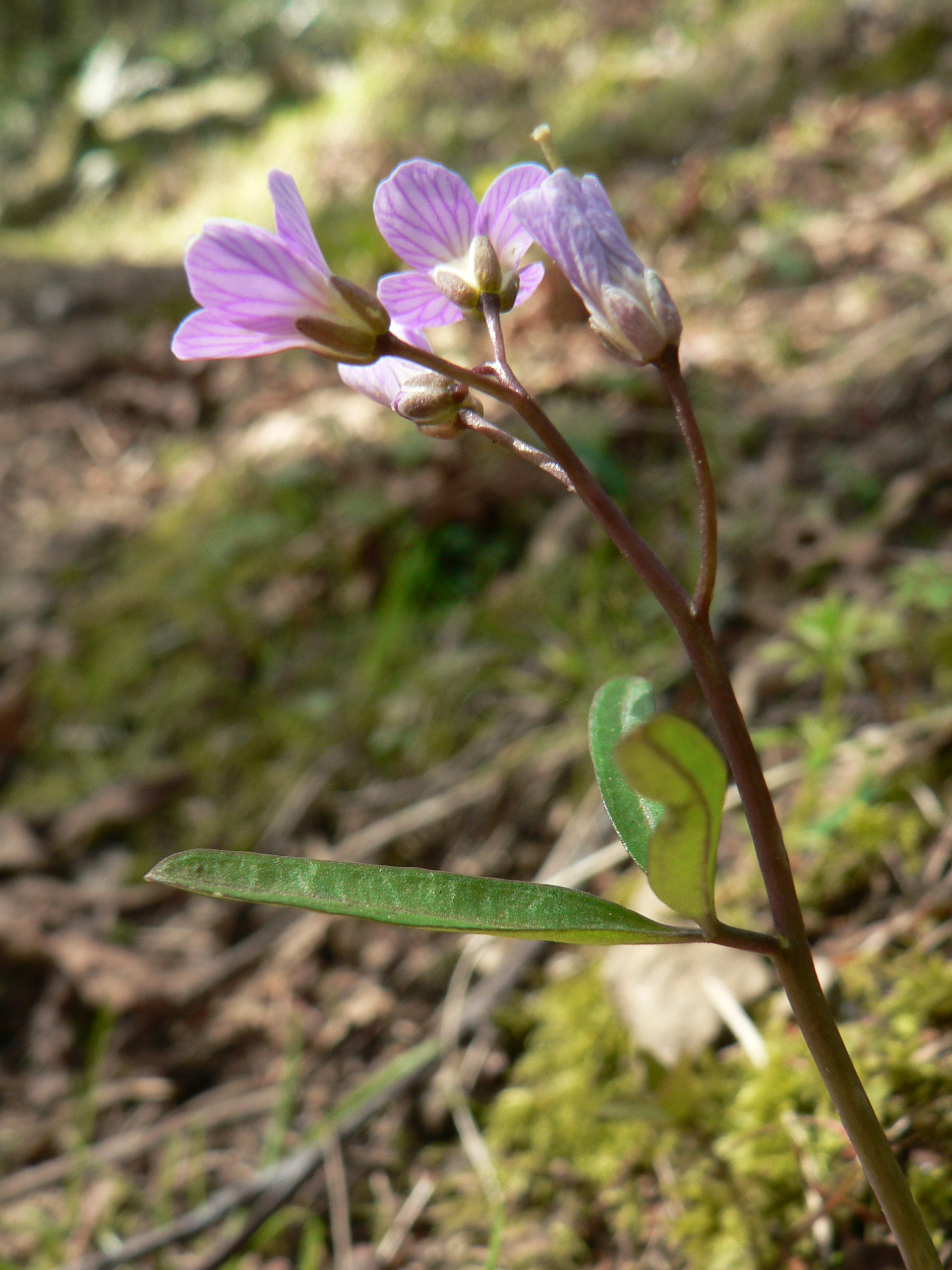
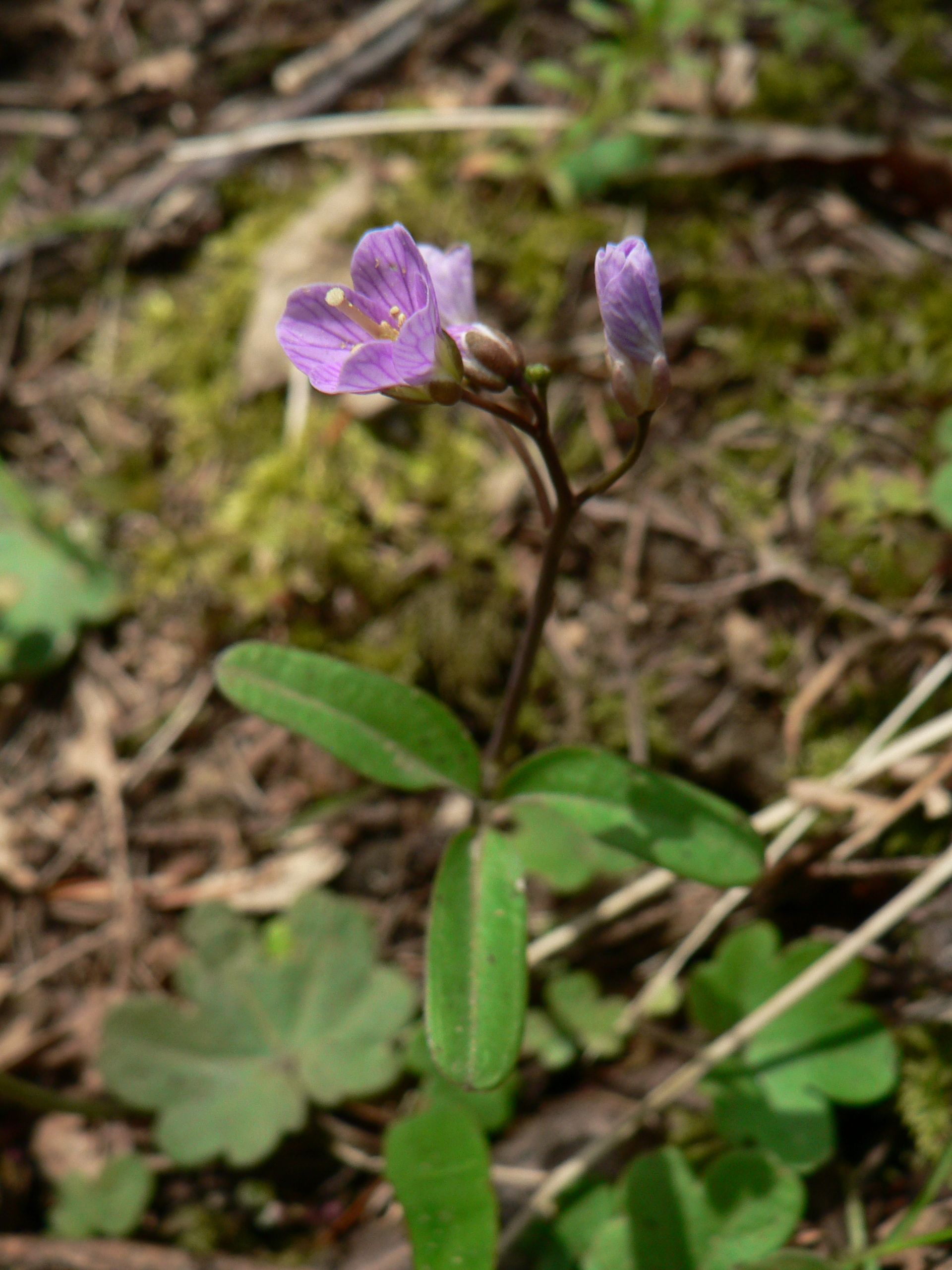